# Felipe Franco
Felipe Souza Murakami de Franco (São Paulo, 7 de outubro de 1985) é um fisiculturista, youtuber, empresário e modelo. É também deputado estadual em São Paulo na legislatura 2023-2027.
Foi no fisiculturismo que a sua carreira profissional obteve maior notoriedade onde ele através de diversos conteúdos nos meios digitais da internet divulgava suas rotinas preparatórias para campeonatos e com isso tornou-se comunicador e influenciador digital promovendo um estilo de vida através da musculação.

## Carreira
Felipe Franco é graduado em Educação Física pela Universidade São Judas Tadeu e pós-graduado em Fisiologia do Esporte e Nutrição pela Universidade Gama Filho (UGF) e obteve especialização pela Federação Paulista de Musculação.
Inscreveu-se na 14.º edição do Concurso Garoto Fitness em 2011, e foi campeão já nesta sua primeira competição. Isto deu-lhe confiança para investir na carreira como atleta e participar de outros campeonatos profissionais. Foi o campeão Brasileiro de Fisiculturismo na categoria Men’s Physique Pro no AC Brasil e AC Ohio (overall). Este feito teve grande repercussão no Brasil e o que levou este tipo de esporte a ser mais popular.
A federação que abriu a trajetória para sua carreira foi a de Fisiculturismo IFBB PRO.
Lançou então em 2014 seu canal no Youtube com produção de conteúdo sobre condicionamento físico.
Felipe Franco participa ativamente no mercado fitness como influenciador digital, principalmente no mercado de suplementação.
Em outubro de 2021 Felipe Franco assinou contrato com com a Growth Sumplementos e tornou-se embaixador da marca.
Franco já treinou o comediante Whindersson Nunes, o apresentador Rodrigo Faro e até o padre Fábio de Melo.
O seu canal do Youtube em janeiro de 2023 tinha mais de 2 milhões de inscritos.
Em dezembro de 2024, passou vergonha ao se filmar após alegar ser agredido pela policia militar de São Paulo, depois fez um vídeo pedindo desculpas para a polícia, pois não foi a polícia que o agrediu e sim a segurança privada do Allianz Park.

### Campeonatos
- Garoto Fitness Brasil 2011[3]
- Overall Arnold Classic Brasil 2013[13]
- Overall Arnold Classic Ohio 2014[14]
- Dallas Europa Pro 2016[15]
- Mr. Olympia 2016[16]
- LA Gran Prix 2018[5]
- Mr. Big Evolution Portugal 2021[17]
- Muscle Contest Goiânia, 2022[18]

### Documentário
Felipe Franco foi escolhido como personagem central do documentário "O Escolhido" — A história da estrela número um do fitness no Brasil. Com o foco na narrativa da história do primeiro campeão olímpico do Brasil no fisiculturismo. Este por sua vez foi distribuído por diversas plataformas inclusive a Amazon.

## Vida política
Seu ingresso na carreira política inicia-se em 2018 quando se tornou assistente parlamentar especial do deputado estadual Delegado Bruno Lima de 18 de março de 2019 a 15 de janeiro de 2020.
Foi candidato a vereador no município de São Paulo, pleito em que obteve 18.848, não conseguindo ser eleito.
Candidatou-se pelo partido União Brasil em 2022 ao cargo de deputado estadual. Com 90.440 foi eleito, tendo sido o 54º. mais votado.